# Нижний чинукский язык
Нижний чинукский язык, или просто чинукский язык (Chinook, Kiksht, Lower Chinook) — почти исчезнувший индейский язык, который принадлежит чинукской языковой семье, на котором говорит народ чинук, проживающий в резервации Уорм-Спрингс штата Орегон и в резервации Якима штата Вашингтон в США. Имеет диалекты кикшт, клакама и клацоп (тлацоп) (вымер). Почти весь народ перешёл на английский язык.